# (309) Фратернитас
(309) Фратернитас (лат. Fraternitas — «Братство») — небольшой астероид главного пояса. Открыт 6 апреля 1891 года австрийским астрономом Иоганном Пализой в Венской обсерватории. Название астероида на латыни означает "братство"; оно было названо так в ознаменование 25-й годовщины Братства Maturitätsprüfung

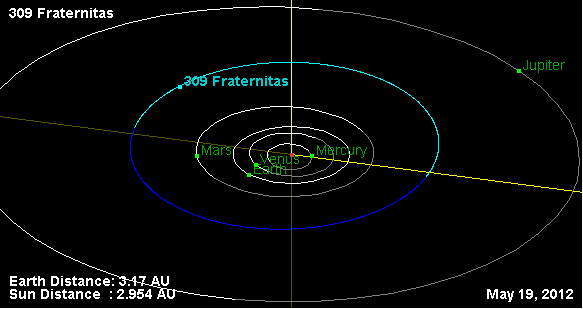
Орбита астероида Фратернитас и его положение в Солнечной системе